# Коствліс
Коствліс (нід. Kostvlies) — селище в нідерландській провінції Дренте. Входить до муніципалітету А-ен-Гюнзе. Його населення станом на 2005 рік складало 130 осіб.